# Baides (stacja kolejowa)
Baides (hiszp. Estación de Baides) – stacja kolejowa w Baides, w prowincji Guadalajara we wspólnocie autonomicznej Kastylia-La Mancha, w Hiszpanii.
Obsługuje połączenia średniego zasięgu Renfe.

## Położenie stacji
Znajduje się na linii kolejowej Madryt – Barcelona w km 123,089, na wysokości 843 m n.p.m.

## Stacja
Stacja została otwarta w dniu 2 lipca 1862 roku wraz z otwarciem odcinka Jadraque – Medinaceli linii kolejowej przeznaczonej do połączenia Madrytu z Saragossą. Prace były prowadzone przez Compañía de los Ferrocarriles de Madrid a Zaragoza y Alicante (MZA). W 1941 roku doszło do nacjonalizacji kolei w Hiszpanii i utworzenia RENFE.
Od 31 grudnia 2004 roku inię obsługuje RENFE, natomiast budynkiem dworca zarządza ADIF.

## Linie kolejowe
- Linia Madryt – Barcelona – linia zelektryfikowana